# Lager (Geologie)
Als Lager werden plattenförmige Mineralvorkommen unterschiedlicher Größe bezeichnet. Ihre flächige Ausdehnung ist geringer als diejenige von Flözen, während sie in der Regel sehr mächtig sind. 
Lager können sehr unterschiedlich entstanden sein. Die sehr bekannten polymetallischen Lager des Rammelsberges (Altes und Neues Lager) beispielsweise sind submarin-exhalativen Ursprunges, während das Schwefelkieslager des Elbingeröder Komplexes (Drei Kronen & Ehrt) hydrothermalen Ursprunges ist.